# Mülheim
Pour les articles homonymes, voir Mülheim (homonymie).
Mülheim an der Ruhr est une ville d'Allemagne d'environ 170 000 habitants, située dans le Land de Rhénanie-du-Nord-Westphalie. Elle a été fondée en 1808 sous Napoléon Ier par le regroupement de plusieurs communes (Styrum, Dümpten, Heißen, Menden-Holthausen, Saarn, Broich, Speldorf). Un siècle plus tard, Mülheim a eu plus de 100 000 habitants et est ainsi devenue une grande ville. 
Après la fermeture de la mine « Rosenblumendelle », Mülheim est devenue la première ville de la  Ruhr sans exploitation  minière. Aujourd'hui, il y a deux instituts de Société Max-Planck et une université des sciences appliquées la Hochschule Ruhr West.
La ville est membre, depuis 1920, de la « communauté de communes du secteur de la Ruhr » (Regionalverband Ruhr), structure intercommunale regroupant environ 5,5 millions d'habitants.

## Histoire
| Appartenances historiques Comté de Berg 1101-1380 Duché de Berg 1380-1806 Grand-duché de Berg 1806-1813 Royaume de Prusse (Province de Juliers-Clèves-Berg) 1815-1822 Royaume de Prusse (Province de Rhénanie) 1822-1918 République de Weimar 1918-1933 Reich allemand 1933-1945 Allemagne occupée 1945-1949 Allemagne depuis 1949 |

### Histoire de la communauté juive
Histoire de la communauté juive et de sa synagogue avant la Seconde Guerre mondiale.

## Culture
Plusieurs institutions culturelles existent à Mülheim dont le théâtre « Theater an der Ruhr » et le musée « Alte Post ». En plus, il y a aussi un autre théâtre nommé « Ringlokschuppen ».
Chaque année, se tient le Castle Rock Festival.

## Sport
- RSV Mülheim
- 1. FC Mülheim-Styrum
- VfB Speldorf

Depuis 2005, la ville accueille l'Open d'Allemagne de badminton. Cette étape du BWF World Tour est dans la catégorie Super 300.

## Infrastructures
Bien que Mülheim soit entourée de grandes villes comme Düsseldorf, Essen et Duisbourg, elle est équipée d'une gare, d'un port et même d'un aéroport. Cet aéroport fut le plus important pour toute la région avant la Seconde Guerre Mondiale. Depuis, son importance a décliné tandis que l'aéroport de Düsseldorf se développait.

## Personnalités
Les plus importantes personnalités nées à Mülheim sont des entrepreneurs dont Mathias et Hugo Stinnes et Fritz Thyssen. Des artistes comme Gerhard Tersteegen, Otto Pankok, Erwin Bowien ou Franz Priking sont mülheimiens. Un lauréat du prix Nobel de chimie 1963, Karl Ziegler, a été directeur de l'Institut Max Planck pendant la Seconde Guerre mondiale.
En 1993, Mülhein reçoit conjointement avec Bocholt le Prix de l'Europe.

## Galerie

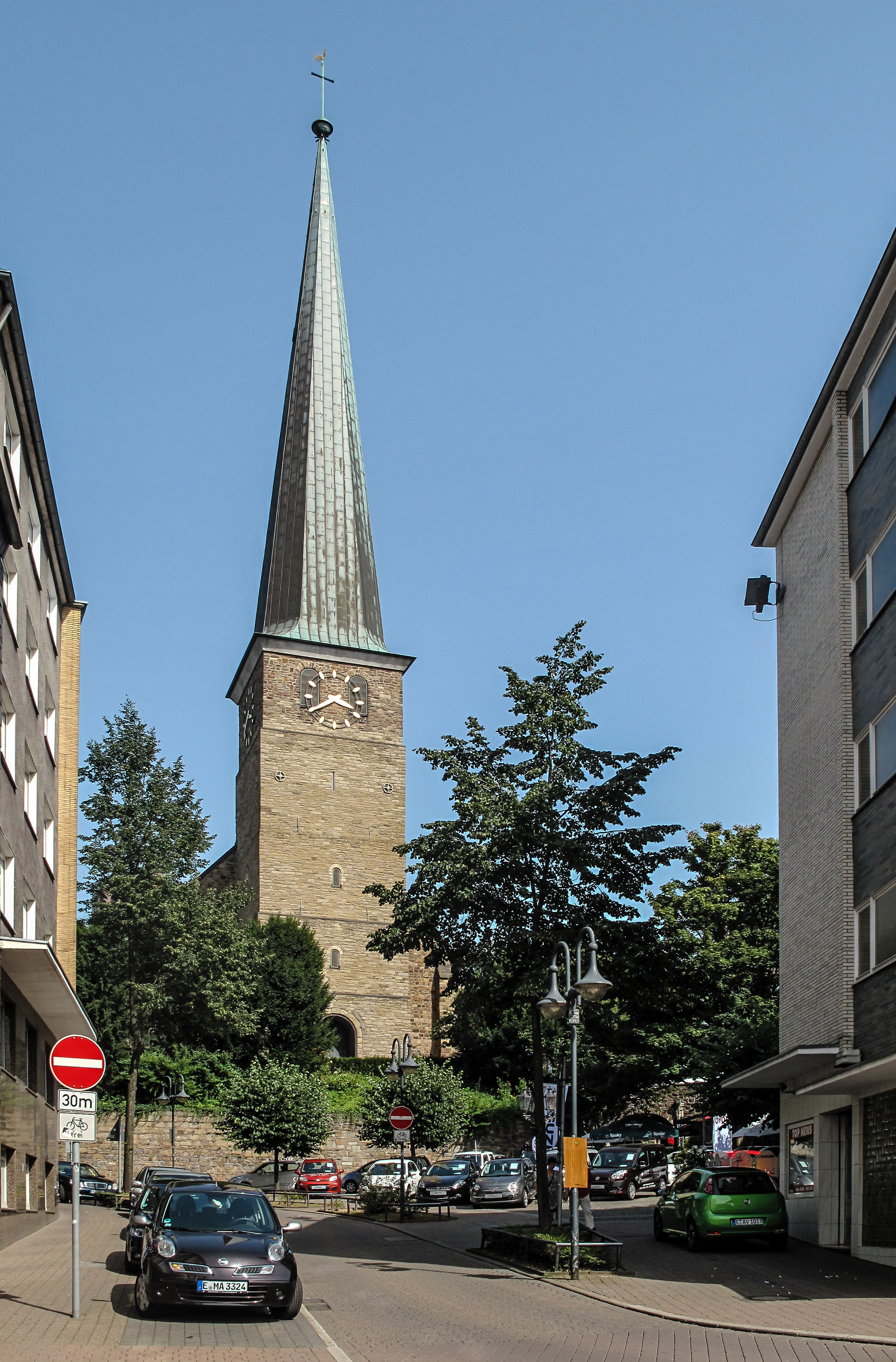
Église: die Petrikirche
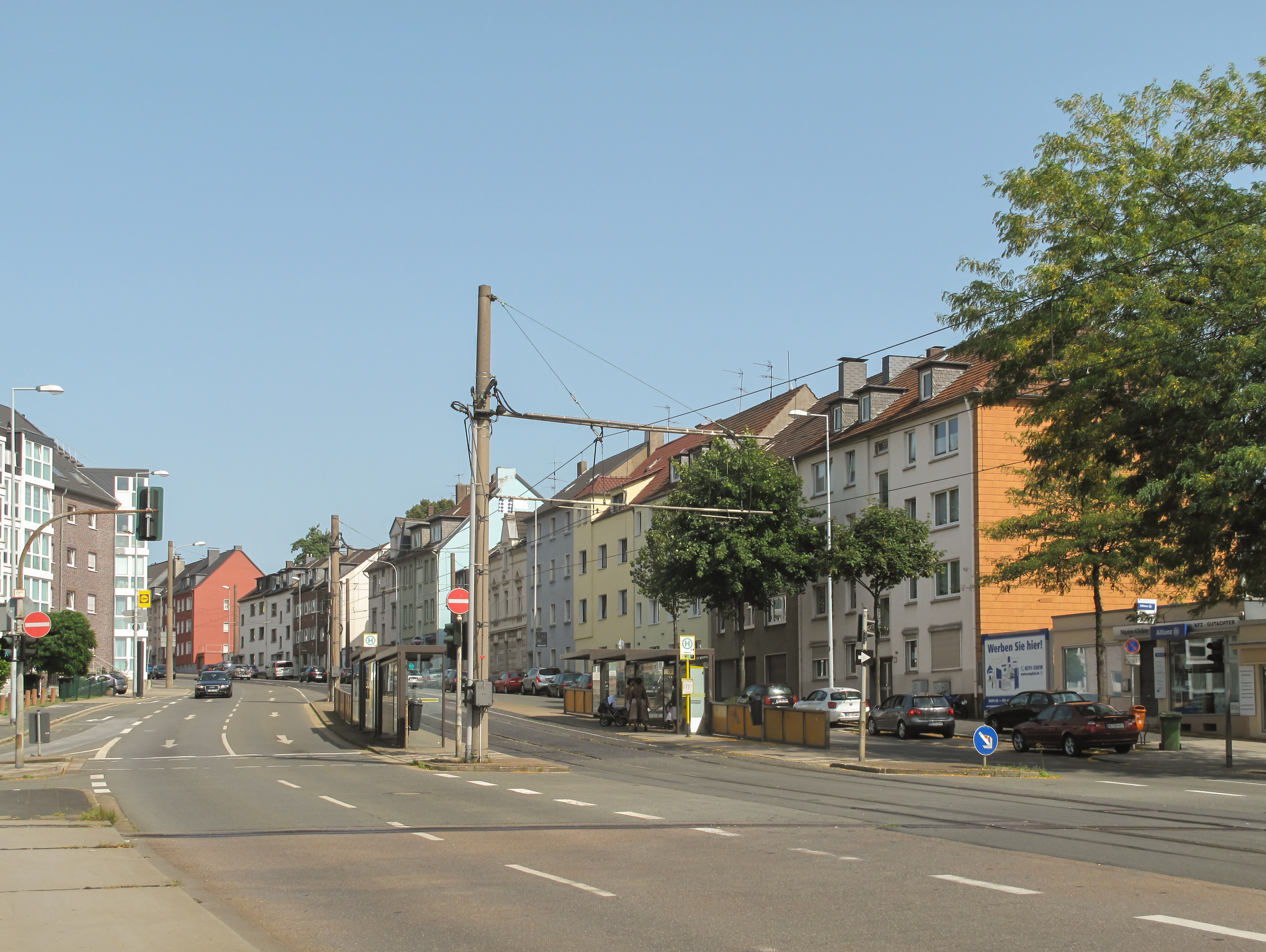
Vue dans la rue
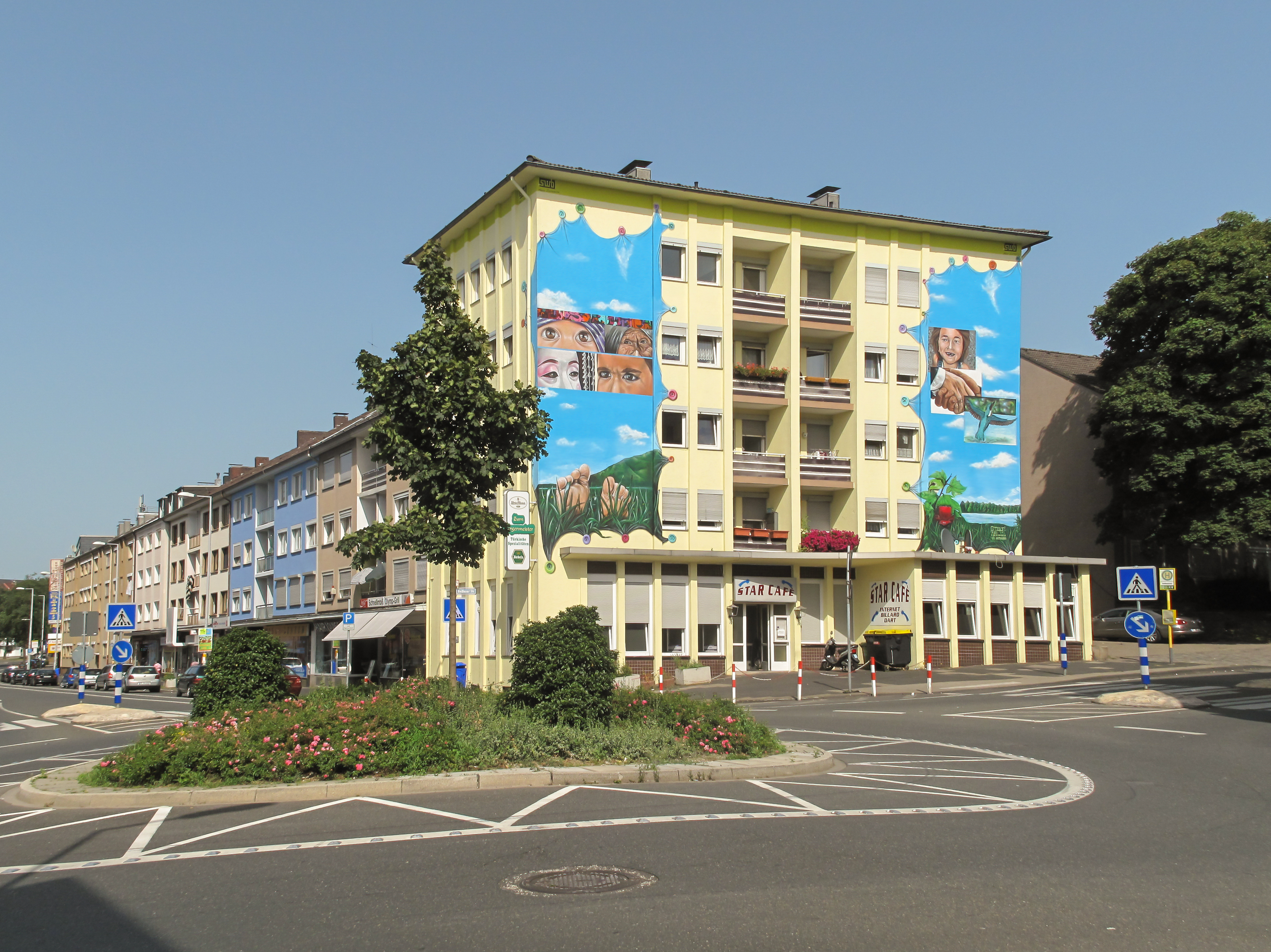
Carrefour giratoire
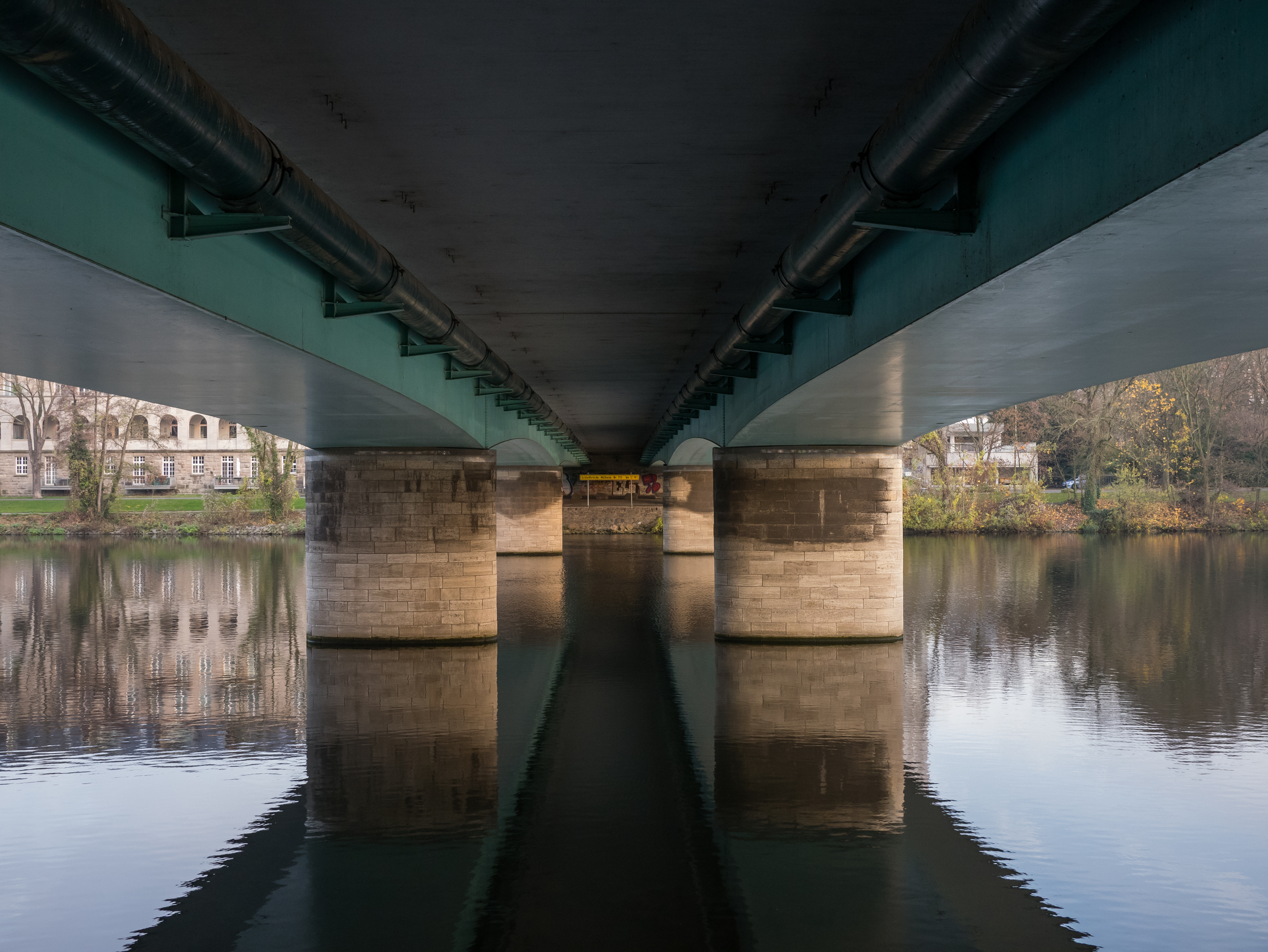
Vue sous le pont Schlossbrücke (pont du palace).

## Jumelages
- Darlington (Angleterre) depuis 1953
- Tours (France) depuis 1962
- Kuusankoski (Finlande) depuis 1972 jusqu'en 2008
- Opole (Pologne) depuis 1989
- Kfar Saba (Israël) depuis 1993
- Istanbul (Turquie) depuis 2007
- Kouvola (Finlande) depuis 2009
- Qalqilya (Palestine) (partenariat)

## Musées
- Aquarius-Wassermuseum (de)
- Haus Ruhrnatur (de)

## Personnalités liées à la ville
- Tina Bachmann (1978-), joueuse de hockey sur gazon, née à Mülheim
- Johannes Bölter (1915-1987), tankiste, né et mort à Mülheim
- Erwin Bowien (1899-1972), peintre
- Hans-Günter Bruns (1954-), joueur de football, né à Mülheim
- Fritz Buchloh (1909-1998),  joueur de football, né et mort à Mülheim
- Lars Burgsmüller (1975-), joueur de tennis, né à Mülheim
- Jeanine Cicognini (1986-), joueuse de badminton, vit à Mülheim
- Karl von Einem (1853-1934), Generaloberst, écrit ses mémoires et passa la fin de sa vie à Mülheim
- Juan Bernardo Elbers (1776-1853), navigateur, insurgé en Amérique, né à Mülheim
- Carolin Emcke (1967-), journaliste, écrivaine, née à Mülheim
- "Felten et Guilleaume" y fabriquaient des câbles télégraphiques à sept conducteurs
- Franz Fischer (1877-1947),  chimiste, directeur de la Institut Kaiser-Wilhelm des Charbonnages de Mülheim, inventeur de la méthode de titrage de Fischer et du procédé Fischer-Tropsch, fit ses recherches à Mülheim
- Ferdinand aus der Fünten (1909-1989), SS-Hauptsturmführer responsable de crimes contre l'humanité, né à Mülheim
- Simone Hanselmann (1979-), actrice, née à Mülheim
- Walter Hartmann (1891-1977), General der Artillerie, né à Mülheim
- Günter Hellwing (1914-1996) SS-Hauptsturmführer, criminel de guerre et homme politique
- Olaf Henning (1968-), chanteur de Schlager, né à Mülheim
- Bodo Hombach (1952-), homme politique, directeur de la chancellerie fédérale d'Allemagne (1998-1999), né à Mülheim
- Carl Arnold Kortum (1745-1824), écrivain, né à Mülheim
- Hannelore Kraft (1961-), femme politique, ministre-présidente de Rhénanie-du-Nord-Westphalie entre 2010 et 2017, née à Mülheim
- Willi Landgraf (1969-), joueur de football, né à Mülheim
- Ralf Lübke (1965-), athlète, né à Mülheim
- César Marcelak (1913-2005), coureur cycliste, né à Mülheim
- Dirk Martens (1964-), acteur, né à Mülheim
- Otto Müller (1870-1944), prêtre catholique, résistant allemand au nazisme, a grandi à Mülheim
- Assan Ouédraogo (2006-), joueur de football, né à Mülheim
- Franz Priking (1929-1979), artiste peintre, lithographe, né à Mülheim
- Ruediger de Saxe (1953-2022), entrepreneur, né à Mülheim
- Werner Schröer (1918-1985), pilote de chasse, né à Mülheim
- Clärenore Stinnes (1901-1990), pilote automobile, née à Mülheim
- Mathias Stinnes (1790-1845), industriel, né et mort à Mülheim
- Hugo Stinnes (1870-1924), homme politique, industriel, homme d'affaires, né à Mülheim
- Jürgen Sundermann (1940-2022), joueur et entraîneur de football, né à Mülheim
- Eddie Thoneick (1978-), disc jockey, né à Mülheim
- Fritz Thyssen (1873-1951), industriel, né à Styrum actuellement Mülheim
- Heinrich Thyssen (1875-1947), industriel, né à Mülheim
- Hans Tropsch (1889-1935), chimiste, inventeur du procédé Fischer-Tropsch, fit ses recherches à Mülheim
- Otto Roelen (1897-1993), chimiste, né à Mülheim
- Karl Ziegler (1898-1973), chimiste, directeur de l'Institut Max Planck pour la recherche sur le carbone de Mülheim, inventeur de la catalyse de Ziegler-Natta, Prix Nobel de chimie 1963, fit ses recherches et est mort à Mülheim